# سيفادروكسيل
سيفادروكسيل ( Cefadroxil ) سيفادروكسيل هو مضاد حيوي  من مجموعة السيفالوسبورين الجيل الأول فعال ضد كثير من المكورات الهوائية إيجابية الغرام (Staphylococcus aerobic Gram-positive). إلا أن له فعالية محدودة ضد الجراثيم سلبية الغرام (gram negative).
- الأسماء التجاريه لسيفادروكسيل روكسيل , ديوراسيف , كيوريسيف , آيبيدروكسل , ميدروكسيل و سيفادريل

## الاستخدام العام
سيفادروكسيل هو الجيل الأول من السيفالوسبورين الأدوية المضادة للبكتيريا وهذا هو مشتق شبه هيدروكسي من سيفالكسين، ويستخدم كذلك في علاج العدوى الخفيفة إلى المتوسطة مثل البكتيريا  العقدية المقيحة  ، مما تسبب في مرض يسمى شعبيا التهاب الحلق أو التهاب اللوزتين العقديات، التهاب المسالك البولية، عدوى الجهاز التناسلي و التهاب الجلد.

### اشكال الدواء
كبسولات بجرعات: 500 مغ أقراص: بجرعات: 1 غرام (1000مغ) مسحوق للحل بتركيز: 250 مغ/5 مل

## مقاومة الطيف البكتيري والقابلية
سيفادروكسيل لديه مجموعة واسعة من النشاط، وهو فعال في علاج البكتيريا المسؤولة عن التسبب في التهاب اللوزتين والتهاب الجلد و المسالك البولية. وفيما يلي البيانات تمثل القابلية MIC لبعض الكائنات الحية الدقيقة الهامة طبيا.
- الإشريكية القولونية : 8 ميكروغرام / مل
- المكورات العنقودية الذهبية : 1-2 ميكروغرام / مل
- العقدية الرئوية : ≤1 -> 16 ميكروغرام / مل

## آلية عمل الدواء
يَعمَلُ السِّيفادروكسيل عن طَريق التَّداخُل في تَشكيل جدران الخلايا الجُرثوميَّة، وذلك من خِلال منع تَشكيل هذه الجدران الحيويَّة.

## الجرعة الدوائية
يُستعمَل هذا الدَّواءُ لعِلاج أنواع مختلفَة من العدوى الجُرثوميَّة. يُعطى هذا الدَّواءُ بجرعاتٍ مختلفة وفي حالاتٍ مختلفة؛ ففي الوقاية من التهاب الشَّغاف الجُرثومي Endocarditis Prophylaxis، يُعطى بمقدار 2 غ عن طَريق الفَم كجرعةٍ مفردَة قبل الإجراء الجراحي بساعة. كما يُعطى في التهابِ الحويضَة والكُليَة pyelonephritis بمقدار 1 غ عن طَريق الفَم كلَّ 12 ساعة لمدَّة 14 يوماً. ويُعطى في عدوى الجلد والنُّسُج الرَّخوة بمقدار 1 غ/اليوم عن طَريق الفَم على دفعةٍ أو دفعتين، وفي التهاب اللَّوزتين والبلعوم بمقدار 1 غ/اليوم عن طَريق الفَم على دفعةٍ أو دفعتين لمدَّة 10 أيَّام، وفي عدوى السبيل التنفُّسي العلوي بمقدار 500 ملغ كلَّ 12 ساعة أو 1 غ/اليوم عن طَريق الفَم لمدَّة 7-10 أيَّام. كما يُعطى الدَّواءُ للأطفال بمقدار 15-30 ملغ/كغ/اليوم حسب العمر أو حسب توصيات الطَّبيب.

## الأعراض الجانبية
لا يسبب العلاج أعراضاً جانبية تذكر عند معظم المرضى. من أكثر الأعراض الجانبية شيوعاً: اسهال. في حال لاحظ المريض أن الاسهال مائي أو نزول دم مع البراز فيجب إخبار الطبيب بذلك. في حال لاحظ المريض أعراض فرط تحسس (شرى، صعوبة في التنفس، انتفاخ الوجه أو الشفاه أو اللسان أو الحلق)  فيجب التوقف عن تناول العلاج و مراجعة أقرب مركز طبي فوراً. في حال لاحظ المريض أي من الأعراض التالية فيجب إخبار الطبيب حمّى، قشعريرة، ألم عام في الجسد وأعراض مشابهة لأعراض الإنفلونزا - نزيف غير طبيعي أو سهولة الإصابة بالكدمات -نوبات صرع أو نوبات تشنج - يرقان

## التداخلات الدوائية
إذا كان المريض يتناول أي من الأدوية التالية يجب ان يخبر الطبيب أو الصيدلاني، فقد يحتاج إلى تعديل الجرعة أو إجراء فحوصات معينة وهي : بروبينسيد (Probenecid) وارفارين (warfarin)

## استخدامه في طب الأسنان
يستخدم سيفادروكسيل في حالات الوقاية بالمضادات الحيوية قبل إجراءات طب الأسنان، للمرضى الذين يعانون حساسية من البنسيلينات.

## التخزين
يحفظ الدواء في درجة حرارة الغرفة (15 - 30 درجة مئوية)، بعيدا عن الضوء ة الرطوبة

## الحرائك الدوائية
يمتص سيفادروكسيل بالكامل تقريبا من الجهازالهضمي. بعد جرعات من 500 ملغ و 1 غرام عن طريق الفم، وتركيزات بلازما الذروة حوالي 16 و 30 ميكروغرام / مل على التوالي، يتم الحصول عليها بعد 1.5 إلى 2.0 ساعة. على الرغم من أن تركيزات الذروة هي مماثلة لتلك في سيفالكسين،وتركيزات البلازما هي أكثراستدامة. الدواء مع الغذاءلا يظهر انه يؤثرعلى امتصاص سيفادروكسيل. حوالي 20٪ من سيفادروكسيل ذكر انها تكون مرتبطة ببروتينات البلازما. في البلازما نصف عمرحوالي 1.5 ساعة ويستغرق وقتا طويلا في المرضى الذين يعانون من الفشل الكلوي.
يتوزع سيفادروكسيل على نطاق واسع إلى أنسجة الجسم والسوائل. يعبر المشيمة ويظهر في حليب الثدي. أكثرمن 90٪ من جرعة سيفادروكسيل يمكن أن تفرز دون تغيير في البول خلال 24 ساعة عن طريق الترشيح الكبيبي والإفرازالأنبوبي. تركيز البول الذروة من 1.8 ملغ / مل تم الإبلاغ عنها بعد جرعة 500 ملغ. تتم إزالة سيفادروكسيل بواسطة غسيل الكلى.

## الاستخدام البيطري
يمكن استخدامه لعلاج الجروح الملتهبة على الحيوانات. عادة ما تكون في شكل مسحوق يخلط مع الماء، ولها لون ورائحة مشابهة لتانغ. يعطى عن طريق الفم للحيوانات، والكمية تعتمد على الوزن وشدة الإصابة.